# Bridal shower

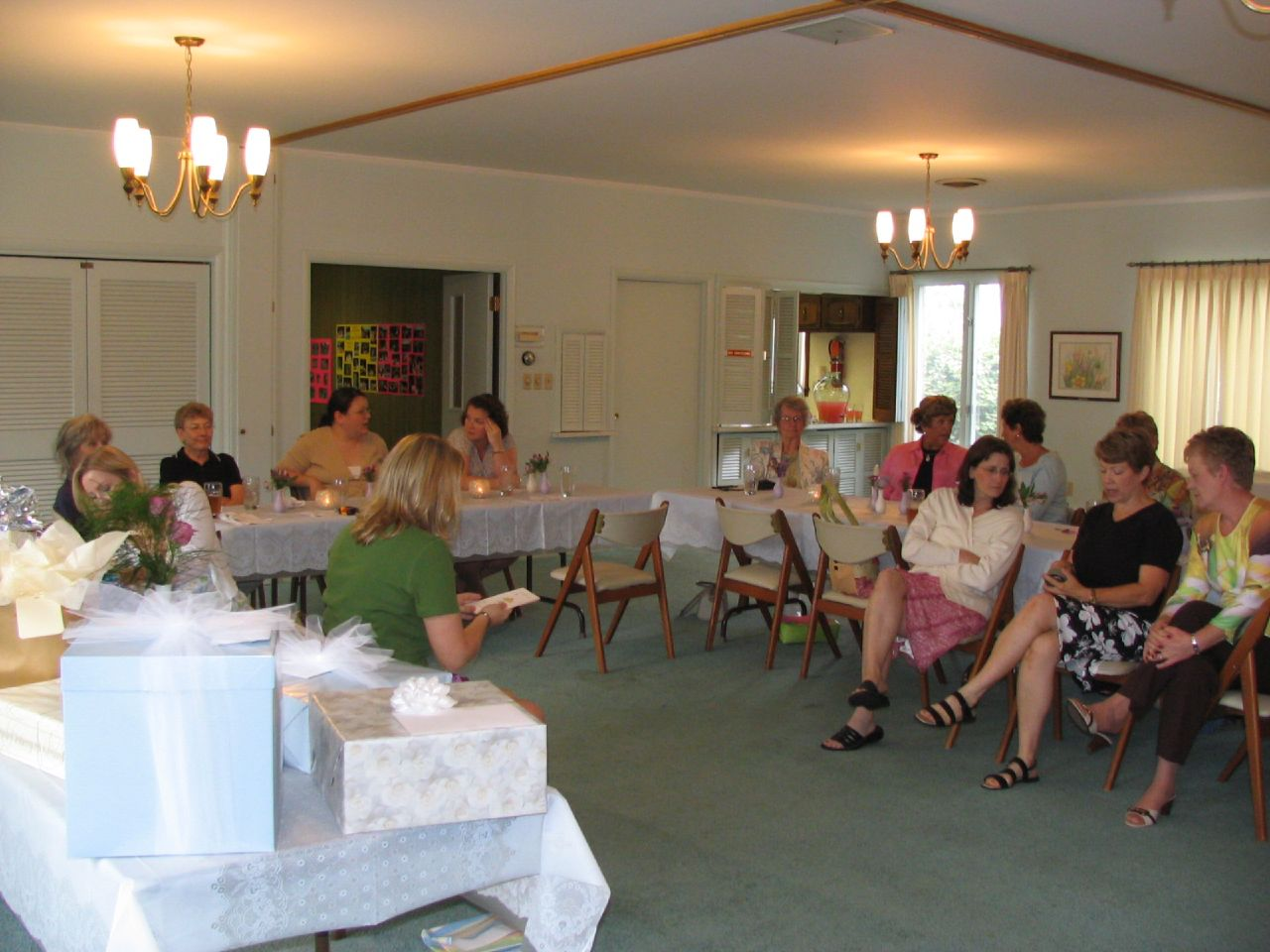
Un bridal shower

Bridal shower è una festa, presente nella cultura anglosassone, in cui parenti e amici consegnano i propri regali agli sposi. Il rito avviene prima della celebrazione del matrimonio ed è diffuso negli USA, in Canada e Australia.
La tradizione nasce con il significato di assicurare beni e finanze alla coppia, affinché sia sicuro che il matrimonio possa essere celebrato.
Nella cultura italiana non c'è un momento pari a quello del bridal shower, ma esiste l'usanza di portare i propri doni a casa degli sposi qualche giorno prima della cerimonia nuziale.
Questa festa trova un parallelo in quella del baby shower, quando, prima del parto, parenti ed amici portano regali alla futura mamma, che saranno utili al prossimo neonato.

## Storia
La tradizione nasce legata alla pratica della dote, nella situazione in cui una famiglia povera non ha una dote per la figlia, o quando un padre, rifiutando di concedere la mano della figlia allo sposo, decide di non costituirne la dote.
In quest'ultimo caso amici e parenti aiutavano la sposa cercando di raccogliere denaro per conferirle una dote adeguata.
La prima traccia di questa usanza si riscontra a Bruxelles nel 1860. Una leggenda ne segna le origini in una pratica del XVI - XVII secolo nei Paesi Bassi. Ci sono paralleli anche con le pratiche della dote vive negli Stati Uniti in epoca coloniale.
In USA i bridal shower iniziarono ad essere organizzati nelle aree urbane dal 1890, dalla classe media. Dal 1930 si diffusero anche nelle zone rurali.
Il termine fu usato per la prima volta in Grand Rapids (Michigan), sulla rivista Michigan Evening Press 22, del 4 giugno del 1904: «The "shower parties" that through mistaken hospitailty the wedded couple are forced to attend...» e deriverebbe dall'usanza, viva in epoca vittoriana, di raccogliere i doni sotto un ombrellino parasole che li coprisse (in inglese: shower).